# Dundgobi
Dundgobi (mongolisk kyrilliska: Дундговь аймаг; Dundgov ajmag, även transkriberat på flera andra sätt; "Mellangobi") är en provins i södra Mongoliet. Den har totalt 51 517 invånare (2000) och en areal på 74 700 km². Provinshuvudstad är Mandalgobi.

## Administrativ indelning
Provinsen är indelad i 14 distrikt (sum): Adaatsag, Bayanjargalan, Delgerhangay, Delgertsogt, Deren, Erdenedalay, Govĭ-Ugtaal, Gurvansayhan, Huld, Luus, Ölziyt, Öndörshil, Sayhan-Ovoo, Sayntsagaan och Tsagaandelger.